# La Bande à Bubu
La Bande à Bubu est une série télévisée québécoise en 26 épisodes de 15 minutes diffusée du 5 mars au 29 août 1991 sur le Canal Famille. Sa rediffusion, toujours sur les ondes du Canal Famille, se poursuit jusqu'au 28 août 1994.

## Synopsis
L'émission porte sur les intrigues de quatre jeunes: Bubu, Bouboule, Cricri et Loulou. L'ensemble des épisodes se déroule dans la cour de Loulou.

## Fiche technique
- Scénarisation : Michèle Bisaillon
- Réalisation : Valmont Jobin et Michel Préfontaine
- Musique : Gaétan Essiambre
- Société de production : Les Films Azimuth[1]

## Distribution
- Maxime Collin : Bubu
- Pierre-Paul Daunais : Bouboule
- Karine Desrochers : Cricri
- Geneviève Goyette : Loulou
- Daniel Laflamme : Momo